# Minuit quai de Bercy
Pour plus de détails, voir Fiche technique et Distribution.
Minuit... quai de Bercy est un film français réalisé par Christian Stengel et sorti en 1953.

## Synopsis
Mado, la peu farouche concierge d'un immeuble montmartrois, est poignardée. L'inspecteur Brénot enquête. Il est secondé par une fort jolie femme, Irène Cazenave, veuve de l'un de ses collègues et nouvellement installée dans l'immeuble. Elle se révèle une excellente adjointe, interrogeant avec plus ou moins de discrétion selon les besoins, divers suspects : un masseur équivoque, un prédicateur et son fils, un jeune professeur de latin... Mais l'assassin figure-t-il vraiment parmi cette liste ? Mado avait en effet attisé la haine et la jalousie de tous ou presque dans le voisinage.

## Fiche technique
- Titre : Minuit... quai de Bercy
- Titre initial : La Maison du crime[1]
- Réalisation : Christian Stengel, assisté de Jean-Pierre Decourt et Henri Toulout
- Scénario : Claude Accursi, Christian Stengel et Jean Ferry, d'après le roman de Pierre Lamblin (1902-1992) Le concierge n'est plus dans l'escalier - Prix Émile Gaboriau 1951 - Éditions des deux mondes
- Dialogues : René Wheeler, Claude Accursi et Jean Ferry
- Découpage technique :Jean-Pierre Decourt
- Musique : Georges Van Parys (éditions Salvet)
- Directeur de la photographie : René Gaveau
- Opérateur : Georges Leclerc, assisté de Jean-Louis Picavet et René Mathelin
- Décors : Robert Hubert, assisté de Marc Desages
- Montage : Claude Nicole, assistée de Ginette Ducoureau
- Son : Louis Hochet
- Maquillage : Louis Bonnemaison et Hugo Swoboda
- Photographe de plateau : Raymond Heil
- Script-girl : Simone Chavaudra
- Régisseur général : Roger Boulais, assisté de Pierre Lefait (ensemblier)
- Administrateur général : Raymond L. Artus
- Administrateur : Yvon Guézel
- Chef électricien : André Moindrot
- Pays de production :  France
- Année de tournage : 1952 du 1er décembre 1952 au 10 janvier 1953 à Paris-Studios-Cinéma de Billancourt et en extérieurs à Paris (Montmartre, Rue Lepic, Quai de Bercy)
- Producteur : Christian Stengel
- Directeur de production : Jean Jeannin
- Secrétaire de production : Simone Besson
- Société de production : ETPC (Équipe Technique de Productions Cinématographiques) et Bellair Film Production (production exécutive)
- Société de distribution : Discifilm
- Distribution VHS : Éditions Montparnasse
- Format : noir et blanc — 1.37:1 — monophonique — 35 mm
- Enregistrement sur Western Electric
- Tirage laboratoire C.T.M de Gennevilliers
- Genre : film policier
- Durée : 95 min
- Date de sortie : France : 22 mai 1953
- Résultats d'exploitation à Paris (deux semaines) : 89 569 entrées
- Certificat de censure Suède : 15
- Visa d'exploitation : 13.521
- Affiche : René Péron (France)

## Distribution
- Georges Randax : l'inspecteur principal Marc Brénot, qui enquête sur le meurtre d'une concierge peu farouche
- Madeleine Robinson : Irène Cazenave, veuve de l'inspecteur Cazenave, qui l'aide dans son enquête
- Erich von Stroheim : le professeur Kieffer, un prédicateur fanatique
- Francis Blanche : M. Boulay, l'épicier libidineux
- Mary Marquet : la vieille Madame Vignot, la grand-mère de Catherine
- Germaine Reuver : Mlle Virginie Gauthier, l'habilleuse
- Louis Seigner : le président Stéphane Andrieux, le nouveau prétendant d'Irène
- Lysiane Rey : Mado, une concierge peu farouche
- Philippe Lemaire : Luc Genevoix, un jeune professeur de latin
- Jean-Jacques Delbo : Paul Martin, le masseur
- Jean Carmet : Merle, l'adjoint de l'inspecteur
- André Wasley : un inspecteur
- Rosy Varte : Ginette Boulay, l'épicière
- Geneviève Morel : la cliente du cabaret
- Eugène Yvernes : un client du cabaret
- Georgette Anys : Mme Soriano, une cliente du masseur
- Nicole Guezel (pseudonyme de Nicole Gamma) : Catherine Vignot, la petite-fille de Mme Vignot, amoureuse de Jo
- Claude Romain : José "Jo" Kieffer, le fils du prédicateur
- Charles Vissières : Guillambert, le nouveau concierge
- Claire Gérard : la buraliste de Nancy
- Philippe Olive : le médecin légiste
- Louis Bugette : un éboueur
- Arsenio Freygnac : un automobiliste
- Jean Sylvain : un automobiliste
- Émile Mylo : un automobiliste
- Christian Brocard : l'homme qui prend des mesures dans l'appartement (sous réserves)
- Nicole Delage
- Simone Claris
- Evelyne Corman
- Françoise Soulié
- Robert Maufras
- Pierre Goutas
- Guy Provence

## Autour du film
L'action est censée se dérouler à Montmartre, très exactement dans un immeuble situé au 8 de l'Avenue Arthur Rimbaud. Cette voie parisienne est purement imaginaire (à noter qu'il existe depuis 2006 une allée Arthur Rimbaud dans le 13e arrondissement).
Le film attira 1.701.342 spectateurs en salles.